# Jaguarão (gemeente)
Jaguarão is een gemeente in de Braziliaanse deelstaat Rio Grande do Sul. De gemeente telt 28.244 inwoners (schatting 2009).

## Aangrenzende gemeenten
De gemeente grenst aan Arroio Grande en Herval. En over water via de lagune Lagoa Mirim met de gemeente Santa Vitória do Palmar.

### Landsgrens
En met als landsgrens aan de gemeente Centurión, Las Cañas en Río Branco in het departement Cerro Largo met het buurland Uruguay.